# Nesarpalus cimensis maderae
Nesarpalus cimensis maderae é uma subespécie de insetos coleópteros pertencente à família Carabidae.
A autoridade científica da subespécie é Schauberger, tendo sido descrita no ano de 1932.
Trata-se de uma subespécie presente no território português.